# Associazione Sportiva Sora 1999-2000
Questa voce raccoglie le informazioni riguardanti l'Associazione Sportiva Sora nelle competizioni ufficiali della stagione 1999-2000.

## Rosa
| N. |                   | Ruolo | Calciatore              |
| -- | ----------------- | ----- | ----------------------- |
|    | Italia (bandiera) | C     | Raffaele Battisti       |
|    | Italia (bandiera) | C     | Vincenzo Bencivenga     |
|    | Italia (bandiera) | D     | Luigi Caggianelli       |
|    | Italia (bandiera) | C     | Luca Campanile          |
|    | Italia (bandiera) | A     | Francesco Carnevale     |
|    | Italia (bandiera) | D     | Federico Cavola         |
|    | Italia (bandiera) | D     | Fabio Cherubini         |
|    | Italia (bandiera) | D     | Massimiliano Cianfarani |
|    | Italia (bandiera) | D     | Francesco Cirelli       |
|    | Italia (bandiera) | D     | Riccardo Contadini      |
|    | Italia (bandiera) | C     | Savino Daleno           |
|    | Italia (bandiera) | A     | Roberto Di Traglia      |
|    | Italia (bandiera) | A     | Francesco Erbini        |

| N. |                   | Ruolo | Calciatore              |
| -- | ----------------- | ----- | ----------------------- |
|    | Italia (bandiera) | D     | Paolo Ferretti          |
|    | Italia (bandiera) | A     | Danile Alberto Guerzoni |
|    | Italia (bandiera) | A     | Simone Lucchini         |
|    | Italia (bandiera) | C     | Antonio Matarangolo     |
|    | Italia (bandiera) | P     | Giancarlo Petrocco      |
|    | Italia (bandiera) | C     | Daniele Quadrini        |
|    | Italia (bandiera) | C     | Francesco Rendinella    |
|    | Italia (bandiera) | P     | Pantaleo Roca           |
|    | Italia (bandiera) | C     | Antonio Rubino          |
|    | Italia (bandiera) | D     | Ernesto Terra           |
|    | Italia (bandiera) | C     | Paolo Terzaroli         |
|    | Italia (bandiera) | A     | Angelo Viggiano         |